# Cónclave de 1292-1294
La elección papal que duró desde el 5 de abril de 1292 hasta el 5 de julio de 1294 fue la última elección papal que no tomó la forma de un cónclave papal (en la que los electores están encerrados en aislamiento). Después de la muerte del Papa Nicolás IV el 4 de abril de 1292, los 11 cardenales supervivientes (el duodécimo murió durante la sede vacante) deliberaron durante más de dos años antes de la tercera elección que no eligió a un cardenal para la silla de Pedro durante la Baja Edad Media: es nombrado como papa Pietro da Morrone, quien tomó el nombre de Celestino V.
Las fuentes contemporáneas indican que Morrone era reacio a aceptar su elección, cuando la decisión de los cardenales llegó a su ermita de la montaña. Su estilo de vida ascético le dejó muy poco preparado para las responsabilidades del día a día del papado, y rápidamente cayó bajo la influencia de la monarquía napolitana, a la insatisfacción, e incluso de los cardenales Anjou en el Colegio. Aquel año, el 13 de diciembre, Celestino V se convirtió en el último papa en abdicar voluntariamente, hasta que en el año 2013 el papa Benedicto XVI realizó su renuncia al papado.

## Cardenales Electores
- Latino Malabranca, O.P., Decano del Colegio Cardenalicio
- Gerardo Bianchi
- Giovanni Boccamazza
- Matteo d'Acquasparta, O.F.M., Gran Penitenciario
- Jean Cholet, † fallecido en agosto de 1293
- Benedetto Caetani
- Hugues Aycelin de Billom, O.P.
- Pietro Peregrosso
- Matteo Orsini, protodiácono
- Giacomo Colonna
- Napoleone Orsini
- Pietro Colonna

## Deliberaciones

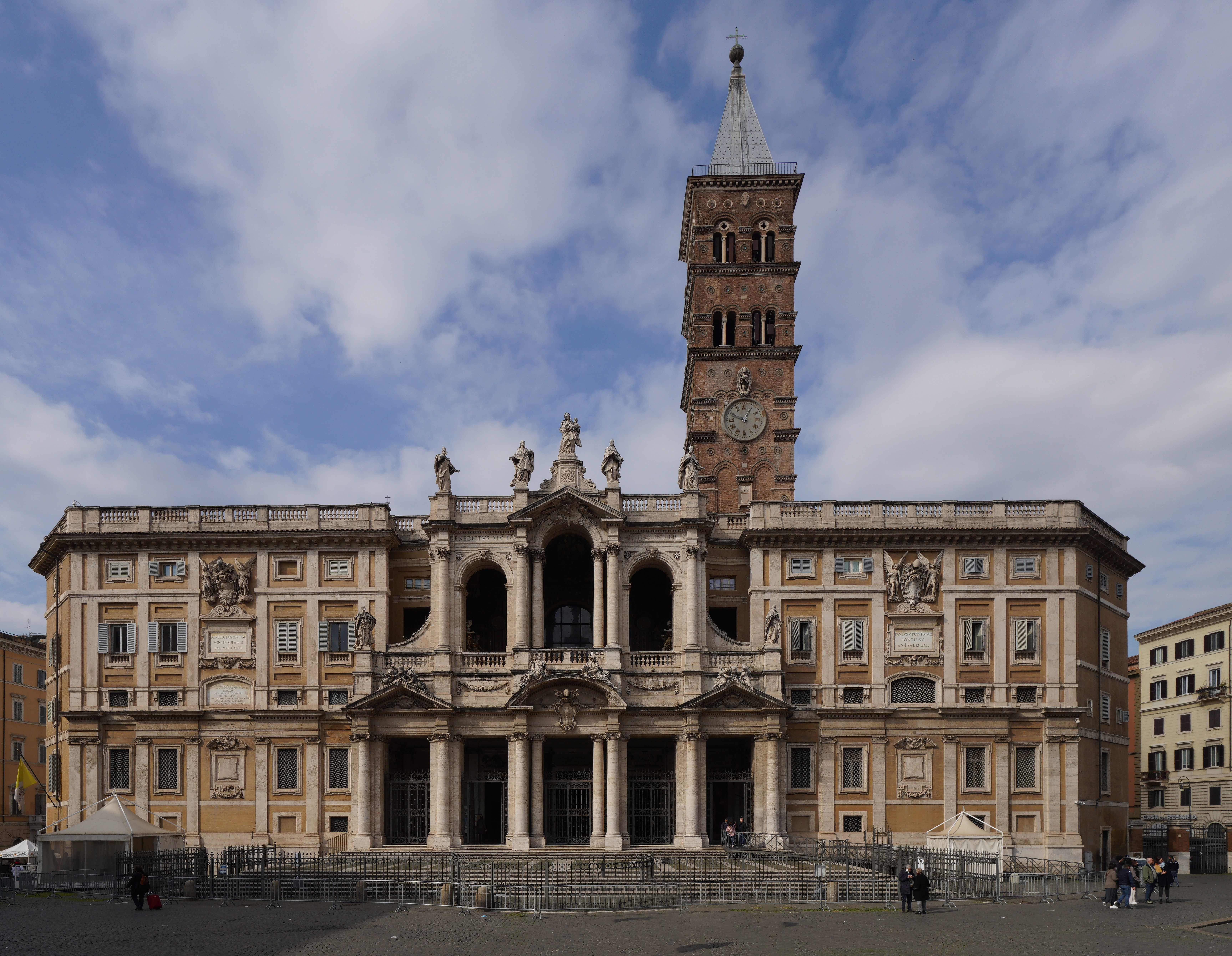
Basílica de Santa María la Mayor, primer lugar de la elección.

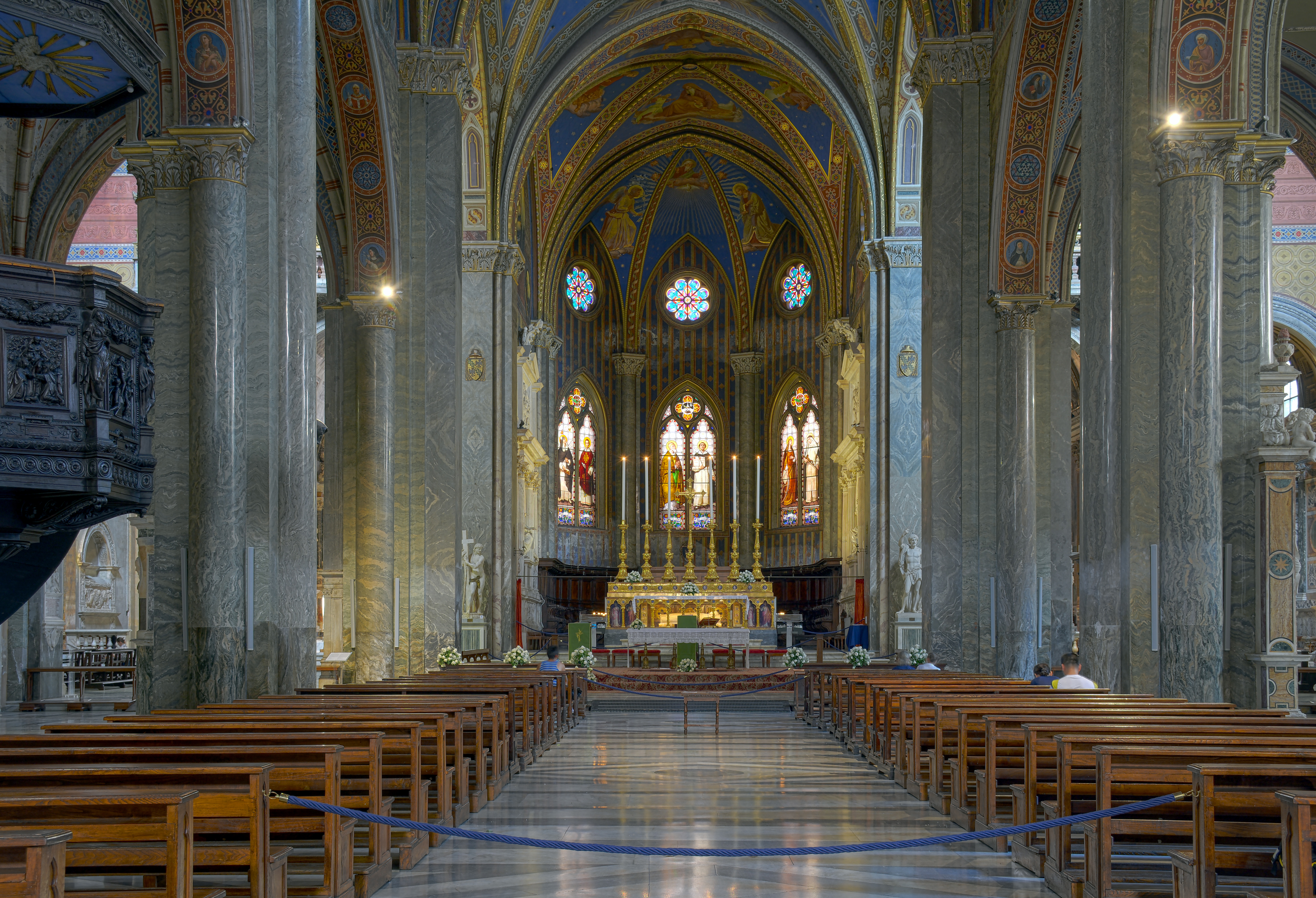
Santa Maria sopra Minerva, segundo lugar de elección.

Los 11 electores están uniformemente divididos entre las facciones de los Colonna y los Orsini, dos poderosas familias romanas, dirigidas por Giacomo Colonna y Matteo Orsini, respectivamente. Los tres cardenales Orsini eran pro-franceses y pro-Anjou, mientras que los dos cardenales Colonna apoyaban las reclamaciones aragonesas en Sicilia. Jaime II de Aragón había financiado a la facción Colonna con oro, pero se desconoce si la simonía realmente ocurrió. 
Después de diez días de votación en Roma, sin que ningún candidato se acercase al requisito de los dos tercios, los cardenales levantaron la sesión hasta junio y cambiaron la ubicación de las elecciones desde de la Basílica de Santa María la Mayor a Santa María sopra Minerva. Después de un epidemia de verano en la ciudad, y la muerte del cardenal Cholet en agosto, se dispersaron hasta finales de septiembre. Los cardenales no-romanos fueron a Rieti (excepto Caetani que fue a su natal Anagni), mientras que los cardenales romanos se mantuvieron en la ciudad. Como continuación a la votación del próximo verano, el desorden en Roma había aumentado de manera espectacular (incluso para los estándares de una sede vacante, durante la cual, basado en el ejemplo bíblico de Barrabás, a todos los presos se les puso en libertad). Las muertes de los recién elegidos senadores romanos Agapito Colonna y Ursus Orsini alrededor de la Pascua de 1293 agravo aún más la anarquía dentro de la ciudad, que se había caracterizado por la destrucción de los palacios, el asesinato de los peregrinos, y el saqueo de las iglesias. Después del verano de 1293, los cardenales dispersos acordaron volver a reunirse en Perugia el 18 de octubre. 
El Colegio cardenalicio continuó sus deliberaciones infructuosamente en Perugia, donde fueron abordados por Carlos II de Nápoles en marzo de 1294. En el verano de aquel año, los cardenales habían empezado a dispersarse, dejando solo seis en Perugia para su encuentro final, los que recibieron una carta de un ermitaño, Pierro de Morrone, afirmando que Dios le había revelado que los cardenales serían castigados si seguían con sus demoras. Latino Malabranca Orsini, el decano, de pronto nominó a Morrone para el papado, que habría sido bien conocido por los cardenales como santa figura y rápidamente se llegó a un acuerdo. 
El consenso se logró el 5 de julio de 1294, cuando fue elegido Morrone. Al igual que con la elección de Gregorio X en la elección papal de 1268-1271, la elección de un extraño, no cardenal, en este caso un ermitaño "octogenario" fue vista como la única manera de romper el estancamiento entre los cardenales.

## Coronación

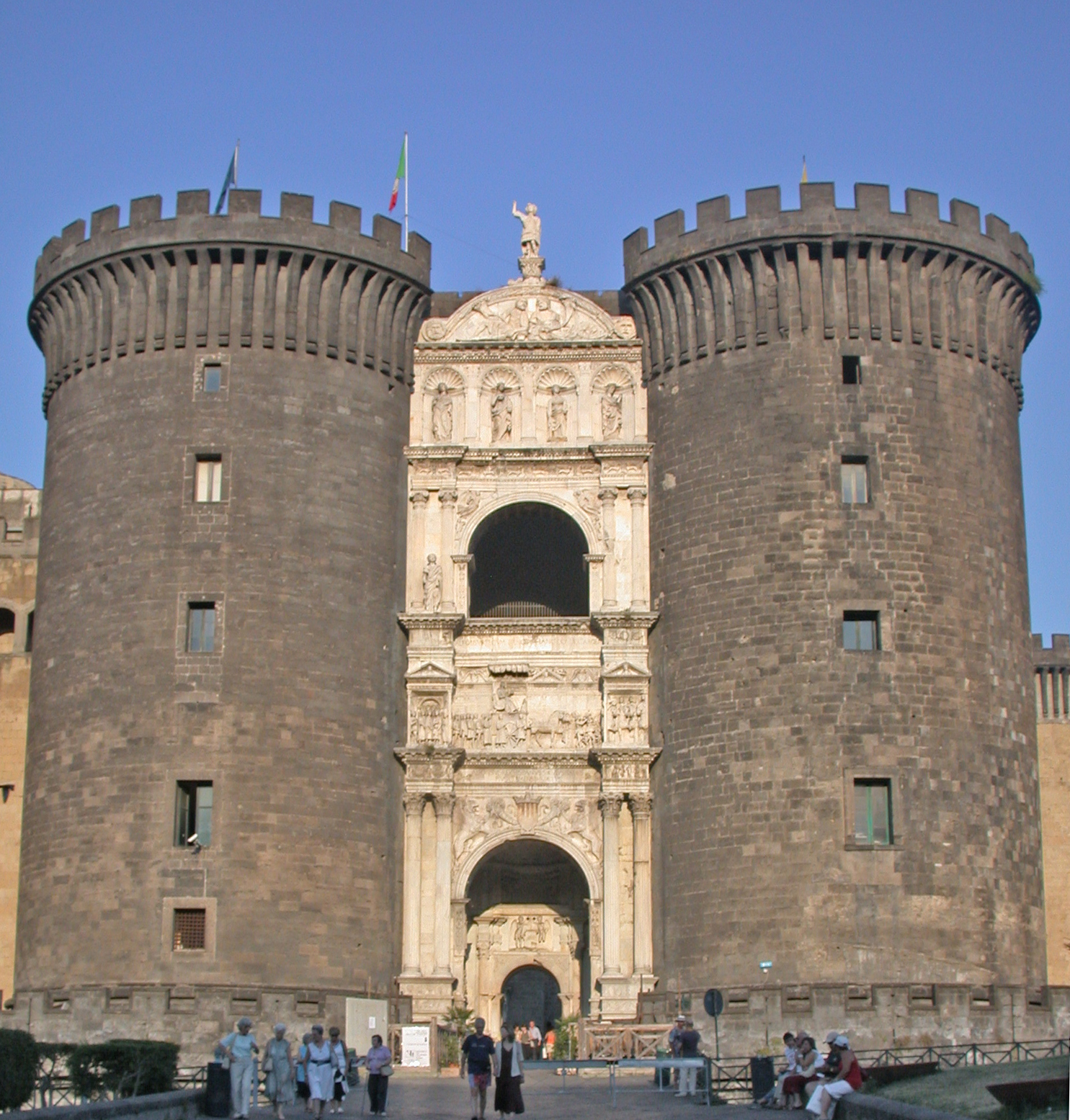
Castel Nuovo, lugar de residencia de Celestino V.

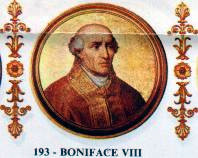
Cardenal Benedetto Gaetani.

Pietro Colonna y tres obispos trajeron la noticia de la elección a Morrone en su ermita. Las fuentes contemporáneas son enfáticos en señalar que Morrone mostraba renuencia a aceptar su elección.
En vez de venir a Perugia (el sitio de la elección), Celestino V insistió en que los cardenales debían reunirse con él en L'Aquila (en territorio napolitano) para su coronación, en lugar de cruzar a la frontera con los Estados Papales. Imitando a la entrada de Cristo a Jerusalén, Celestino montaba un burro, dirigido por la brida por Carlos II de Nápoles y su hijo Carlos Martel de Anjou-Sicilia. El decano Latino Orsini murió el 10 de agosto en Perugia, pero muchos de los otros cardenales cambiaron de opinión debido al grado de control percibido de parte de los Anjou hacia el nuevo Papa. Debido a que solo tres cardenales estuvieron presentes en la ceremonia el 29 de agosto, se repitió una pocos días más tarde, cuando llegaron más, por lo que el Papa Celestino fue el primer y único Papa en ser coronado dos veces.
La influencia de los Anjou y los napolitanos en Celestino fue evidente en su primer consistorio, durante el cual creó doce cardenales, entre ellos siete franceses y tres (o cinco) napolitanos. Ésta fue la primera vez en la historia en que un consistorio había desplazado al Colegio cardenalicio tan decididamente en una dirección nacionalista. Los cardenales que no eran franceses o Anjou eran miembros de la antigua orden de Celestino. Celestino también se trasladó al Castel Nuovo en Nápoles, donde siguió viviendo como un ermitaño hasta que renunció, como le propusieron muchos cardenales romanos, como Benedetto Gaetani (que, un ex abogado, sugirió a Celestino la publicación de un decreto que establece la licitud de la abdicación del Papa.) Gaetani, elegido Papa Bonifacio VIII, tras la abdicación de Celestino, procedió a detener a este último y encarcelarlo, muriendo preso en 1296.

## Legado
Antes de abdicar, Celestino V vuelve a poner en práctica Ubi periculum, la Constitución Apostólica del Papa Gregorio X, que será utilizada en todas las elecciones papales posteriores en virtud de las leyes del cónclave. Dos elecciones papales posteriores pueden considerarse las posibles excepciones a Ubi periculum, a pesar de que se adhirieron en los posible: el Concilio de Constanza, que eligió el Papa Martín V para poner fin al Cisma de Occidente, y el cónclave papal de 1799-1800, en la que el papa anterior Pío VI suspendió a Ubi periculum debido a la interferencia de Napoleón I de Francia.